# Petr Pospíchal (herec)
Petr Pospíchal (* 27. července 1948 Brno) je český herec.

## Život
Narodil se v Brně a následně se krátce přestěhoval do Kunštátu. Do třinácti let žil v Senci u Bratislavy, pak se vrátil zpět do Kunštátu. S divadelním herectvím začínal v Boskovicích během studia gymnázia a poprvé hrál v Divadle Kaňka. Herectví začal studovat na Vysoké škole múzických umění v Bratislavě. V roce 1968 přešel na DAMU .
Po absolvování školy s kolegy z ročníku a s režisérem Ivanem Bednářem, následně i s Karlem Křížem, založili díky subvenci od Ministerstva školství a mládeže Divadlo Radar, kde působili dva roky. Mezitím dělal s Janem Kanyzou písničky a spolupracovali s partou, ve které byl Jan Petránek, Karel Kyncl, Ljuba Hermanová, Milan Jíra, Alena Havlíčková, Rudolf Pellar, Ilja Racek a další. Jmenovalo se to Písničky pod vobraz, následně se přejmenovaly na Šanson 70. Působili v Alšově síni v Umělecké besedě. Písniček při DAMU natočili okolo třiceti, ale bohužel se dosud nenalezly.
Poprvé se ve filmu objevil v roce 1969 ve filmu Utrpení mladého Boháčka, kde si zahrál trampa nebo také účinkoval ve filmu Pan Tau roku 1970. S Janem Kanyzou napsal scénář k divadelní hře To máte jedno, pane. Roku 1972 začal studovat estetiku a divadelní vědu na filozofické fakultě Univerzity Karlovy, čemuž se po třech letech přestal věnovat. Mezi lety 1976 až 1990 byl členem hereckého souboru Divadla Na zábradlí. První větší roli mu nabídl Ivo Toman ve snímku Ve znamení Tyrkysové hory z roku 1977, což později vedlo k jeho dalším velkým rolím ve filmech jako např.: Havárie (1985), Cena medu (1986) nebo Černá punčocha (1987). V roce 2005 začal spolupracovat s Divadelní společností Háta. Co se týče dabingu, mezi jeho nejznámější osoby, kterým propůjčil hlas, patří Chuck Norris či Robert De Niro. Je především dabingovým režisérem. Ač se v současnosti věnuje především divadlu a dabingu, občas se objeví i v seriálech - ať už v epizodní roli (V.I.P. Vraždy) nebo v trošku větším rozsahu (Doktoři z Počátků nebo Slunečná).

## Filmografie
- Utrpení mladého Boháčka
- Pan Tau (TV seriál)
- Smrt si vybírá
- Milenci v roce jedna
- Za volantem nepřítel
- Tam, kde hnízdí čápi
- Jakub
- Dům Na poříčí
- Ve znamení Tyrkysové hory
- Šestapadesát neomluvených hodin
- Sólo pro starou dámu
- Silnější než strach
- Poplach v oblacích
- Krejčík z Ulmu
- Já nechci být víla
- Smrt stopařek
- Jak rodí chlap
- Jak napálit advokáta
- Měsíční tónina
- Vzpurní svědkové
- Tažní ptáci
- Anděl s ďáblem v těle
- Sanitka (TV seriál)
- Rubikova kostka
- Lucie, postrach ulice
- Havárie
- Duhová kulička
- Území strachu
- Ohnivé ženy se vracejí
- Černá punčocha
- Cena medu
- Bylo nás šest (TV seriál)
- Outsider
- Pan Tau
- Cesta na jihozápad
- Uzavřený pavilón
- Kačenka a strašidla
- Hříchy pro pátera Knoxe (TV seriál)
- Detektiv Martin Tomsa (TV seriál)
- Malostranské humoresky
- Hříchy pro diváky detektivek (TV seriál)
- Chladné srdce
- Doktoři z Počátků (TV seriál)